# Lew Szwarc
Lew Aleksandrowicz Szwarc (ros. Лев Александрович Шварц; ur. 17 listopada 1898 w Taszkencie, zm. 24 lutego 1962 w Moskwie) – radziecki kompozytor muzyki filmowej.

## Życiorys
W 1927 roku ukończył Konserwatorium Moskiewskie. Pracę twórczą rozpoczął w 1932 roku. Napisał muzykę m.in. do filmów animowanych. W animacji pracował z Aleksandrem Ptuszko i Nikołajem Chodatajewem.

## Wybrana muzyka filmowa

### Filmy animowane
- 1935: Nowy Guliwer
- 1937: Bajka o rybaku i rybce
- 1939: Złoty kluczyk
- 1944: Telefon

### Filmy fabularne
- 1938: Dzieciństwo Gorkiego
- 1939: Wśród ludzi
- 1940: Moje uniwersytety
- 1941: Czarodziejskie ziarno
- 1942: Jak hartowała się stal
- 1944: Tęcza
- 1946: Czarodziejski kwiat
- 1947: Nauczycielka wiejska
- 1955: Matka